# Serial Copy Management System
Das Serial Copy Management System (SCMS) ist ein Kopierschutzmechanismus für digitale Aufzeichnungsgeräte (z. B. DAT-Rekorder, MiniDisc, CD-Rekorder) der von einem Vertriebsstück nur eine Generation von Kopien zulässt. Die Information im Subcodebit 6 des digitalen Datenstroms wird für die Kennzeichnung verwendet. Dabei bedeuten 00 freie Kopierbarkeit, 11 eine digitale Kopie erlaubt, 10 keine Digitalkopie mehr erlaubt. Digitale Überspielungen von Material mit dem Code 11 werden zu 10, wohingegen 00 dauerhaft als 00 gekennzeichnet bleibt. Das System wirkt nur bei digitalen Direktkopien etwa über eine S/PDIF-Schnittstelle zwischen CD-Player und DAT-Recorder.
SCMS wurde vom US-amerikanischen AHRA für digitale Audioaufnahmegeräte gesetzlich vorgeschrieben. Das gleiche Verfahren wird unter dem Namen CGMS für DVDs eingesetzt. Für digitales Fernsehen ist eine ähnliche Technik in Planung, das „Broadcast Flag“.
Das Verfahren wurde ursprünglich dafür entwickelt, dass Konsumenten keine CDs digital auf DAT massenhaft überspielen konnten. Die Möglichkeit der privaten Sicherungskopie sollte aber erhalten bleiben. Da jedoch DAT keine bemerkenswerte Bedeutung im Endverbrauchermarkt erlangen konnte (die Geräte sind wegen des Bandschräglaufs in der Herstellung sehr viel aufwendiger und teurer als analoge Bandlaufwerke) und die Möglichkeit, CDs direkt zu kopieren, das Kopieren auf DAT vollends überflüssig gemacht hat, besitzt dieses Verfahren heute nur noch wenig Bedeutung. 
Die ebenfalls für digitale Aufzeichnung gedachten, wesentlich später auf den Markt gekommenen digitalen CD-Recorder erkennen zwar ein Steuerbit „10“ als „keine digitale Kopie erlaubt“, aber es fehlt ihnen entweder die Möglichkeit, die SCMS-Bits auf die CD zu schreiben (die CD ist vor SCMS definiert worden) oder die CD-Player mit digitalem Ausgang ignorieren die auf der CD gespeicherten SCMS-Informationen, so dass beim Abspielen der CD in einem CD-Player wiederum die Bitfolge „11“ für „eine digitale Kopie erlaubt“ erscheint. Auch auf einem PC werden die entsprechenden Bits normalerweise ignoriert, da die Tonbearbeitung auf dem PC in der Regel viele Lade- und Abspeichervorgänge umfasst, was mit einer einzigen Kopiengeneration nicht realisierbar wäre.
Professionelle DAT-Geräte besitzen diesen Kopierschutzmechanismus sowieso grundsätzlich nicht, kosten aber ein Mehrfaches dessen, was Consumer-Geräte kosten.
Da jedoch besonders in kleinen Tonstudios mit eingeschränktem Budget statt Profiequipment immer häufiger preiswerte Consumer-Geräte eingesetzt werden, und dort der Kopierschutz ein großes Hindernis bei der Vervielfältigung von selbst produzierten Werken darstellt, existieren auf dem Markt verschiedene legale und illegale Zusatzgeräte, die in das digitale Signal eingeschleift werden und die SCMS-Bits herausfiltern bzw. auf „00“ setzen.
Durch die Definition des Datenformats für PCM-Audio (das ebenfalls diese SCMS-Bits enthält) sowie z. B. darin verpacktes MPEG-Audio oder AC-3 finden sich die SCMS-Bits z. B. auch im Audio-Datenstrom eines per DVB gesendeten digitalen Radio- oder Fernsehsenders. Bei direkter Ausgabe über eine digitale S/PDIF-Schnittstelle lässt sich dadurch (zumindest theoretisch) vom Sender gesteuert eine digitale Aufnahme des Tons erlauben oder verbieten. Meist werden diese Steuerbits jedoch nicht benutzt und haben den Wert „00“.
Moderne DVD-Player geben beim Abspielen von Audio-CDs, deren SCMS-Bits den Wert "11" oder "10" haben, meist trotzdem den Wert "00" aus. Grund hierfür ist, dass nicht mehr wie bei älteren, "reinen" CD-Playern der auf der CD vorhandene PCM-Strom direkt via S/PDIF ausgeschleift wird, sondern vielmehr ATAPI-DVD-ROM-Laufwerke zum Einsatz kommen und die Firmware des DVD-Players die CD-Audio-Daten über die IDE-Schnittstelle ausliest. Diese werden dann von der Firmware selbst erst wieder in einen seriellen PCM-Datenstrom umgewandelt, wobei die SCMS-Bits (besonders bei Billiggeräten) nicht beachtet werden.